# Fatehganj Purvi
Fatehganj Purvi è una suddivisione dell'India, classificata come nagar panchayat, di 7.706 abitanti, situata nel distretto di Bareilly, nello stato federato dell'Uttar Pradesh. 